# Noga Levy-Rapoport
Noga Levy-Rapoport es una activista medioambiental británica, oradora y organizadora de las huelgas por el clima del Reino Unido de la UK Student Climate Network (red estudiantil del clima).

## Trayectoria
El 15 de febrero de 2019, Levy dirigió la primera marcha de la huelga climática de Londres, antes de unirse a la UK Student Climate Network como voluntaria para la difusión escolar y la organización en torno al Green New Deal con GND UK. Organizó huelgas climáticas en Londres y el Reino Unido para las fechas de huelga mundial el 15 de marzo de 2019 y el 24 de mayo de 2019, así como organizó y anunció públicamente el apoyo del UKSCN a un New Deal ecológico para el Reino Unido en la huelga climática de Londres el 12 de abril de 2019. Desde febrero, Levy ha participado en numerosos paneles, eventos, huelgas y protestas en todo el Reino Unido, y se ha convertido en una de las jóvenes británicas que más han destacado en las protestas contra el cambio climático.
El 7 de mayo de 2019, Levy habló en la Organización Marítima Internacional (OMI) en Londres, junto con el grupo de activistas de Campaign Against Climate Change, para pedir que se limite la velocidad del transporte marítimo con el fin de reducir las emisiones. El discurso fue descrito como "tratamiento Greta Thunberg" para la OMI, que, como organismo de las Naciones Unidas, había sido objeto de críticas por no estar suficientemente comprometida con la reducción de sus emisiones.
En julio de 2019, pronunció la charla inaugural de la Children's Media Conference (CMC), argumentando que el equilibrio político que los medios de comunicación habían tratado de introducir en los medios de comunicación infantiles en relación con los contenidos sobre el cambio climático era ineficaz y potencialmente paralizante para los jóvenes dispuestos a actuar de alguna forma. Descrito como un "discurso sobresaliente", Levy fue nombrada una de las 'Changemakers' del año del CMC y señaló que había un "llamamiento global para que los niños se conviertan en los líderes de hoy", y esto debería comenzar con sus medios de comunicación.
El 20 de septiembre de 2019, Levy fue la anfitriona de la huelga climática mundial de Londres, la mayor movilización climática en la historia del Reino Unido, con 100.000 manifestantes en la capital y 350.000 asistentes a huelgas en todo el país. Ese mismo mes, su diseño conjunto para una pancarta de huelga climática junto con la agencia ILOVEYOU fue presentado al concurso "Diseño del Año" de Beazley en el Museo del Diseño, que Levy y sus compañeros activistas decidieron no boicotear, una decisión que luego explicó en un artículo para It's Nice That.
En octubre de 2019, fue seleccionada por el London Evening Standard como una de las personas más influyentes de Londres en 2019 como parte de su lista anual Progress 1000. En el mismo mes, discutió sobre la crisis climática y los políticos con Clive Lewis para la revista Huck Magazine. Levy ha asumido un fuerte papel de portavoz del movimiento juvenil sobre el clima en el Reino Unido y ha sido entrevistada por varios medios de comunicación, locales y nacionales, además de escribir para The Guardian, It's Nice That, y la Sociedad Fabiana. También es portavoz del partido Laborista por el Green New Deal.